# NGC 4214
NGC 4214 è una galassia irregolare nella costellazione dei Cani da Caccia.
Si tratta di una galassia situata appena al di fuori del Gruppo Locale (dista dalla Via Lattea circa 7,5 milioni di anni-luce) e fa parte di quel gruppo di galassie poste in posizione intermedia tra il nostro ed altri gruppi di galassie, quasi facendo da "ponte", mettendo in dubbio l'esistenza stessa dei "Gruppi locali". È una galassia di forma irregolare, vagamente rassomigliante a prima vista alla Piccola Nube di Magellano (si tratta però di una galassia di dimensioni molto maggiori). Si può osservare anche con piccoli strumenti amatoriali, come telescopi rifrattori. Uno studio accurato ha consentito di scoprire che al suo interno è presente una rudimentale struttura a barra.